# Datarock
Datarock est un groupe norvégien de rock électronique. Le groupe s'est créé en 2000 autour de Fredrik Saroea, Ketil Mosnes et Kevin O'Brien, rapidement rejoints par Tom Mæland. Plus tard, O'Brien et Mæland ont quitté le groupe, mais Fredrik Saroea et Ketil Mosnes ont continué en duo.

## Parutions
Le groupe a sorti trois EP avant un premier album, Datarock Datarock, paru en 2005, sur leur propre label, YAP (Yound Aspiring Professionals) et dans 10 pays. Ce premier album a été accueilli favorablement par la critique, spécialement au Royaume-Uni. Ils ont été classés 12e, en 2005, en Australie dans le Triple J Hottest 100 grâce au single Computer Camp Love. Frederick a dit que l'Australie a été le premier pays à reconnaître Datarock, si l'on exclut leur pays d'origine. Cette même chanson a été classée à la 88e place du classement Rolling Stone de 2007.
Leur chanson Fa-Fa-Fa a été utilisée pour une publicité Coca-Cola, et apparaît également dans les jeux vidéo NHL 08, FIFA 08, NBA Live 08 et Quartier libre des SIMS 2. Une autre de leur chanson, New Song, apparaît dans Madden NFL 08. Un remix de "I Used To Dance With My Daddy" fait partie de la bande originale de Need For Speed: ProStreet et du jeu officiel UEFA Euro 2008 . Un autre remix de True Stories apparaît dans FIFA 09. Enfin, Datarock fait partie de la bande sonore de FIFA 10 avec la chanson Give It Up.

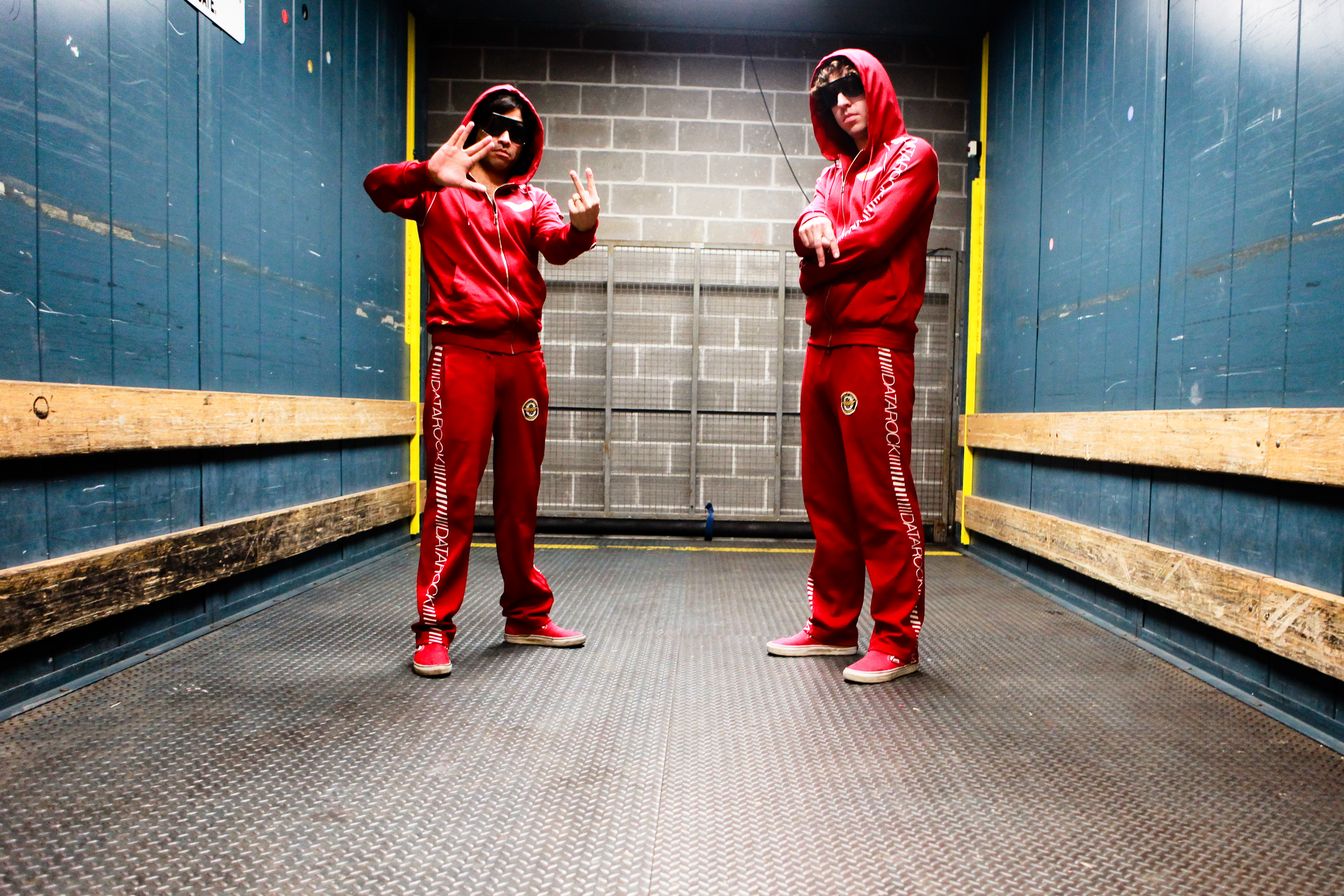
Datarock at South by South West

Datarock est également mis en valeur dans une publicité d'Apple pour la sortie de la quatrième génération de l'iPod Nano. La publicité montre la chanson Fa-Fa-Fa (ainsi que sa pochette) en lecture sur un iPod Nano de couleur orange.
Frederick Saroea a fait également quelques enregistrements en solo, dont un duo avec la pop-star norvégienne Annie dont le titre est I Will Always Remember You. Chanson qui a été incluse dans un des premiers LP du groupe.
Enfin la chanson True Stories a été complètement écrite en utilisant des titres de chanson du groupe Talking Heads et est proposée en téléchargement lors de l'achat du jeu vidéo Les Sims 3.

## Membres

### Membres actuels
- Fredrik Saroea – Voix, guitare, percussions, synthétiseurs.
- Ketil Mosnes – Basse, synthétiseurs, voix d'arrière-plan

### Membres précédents
- Tom Mæland – Synthétiseurs(2000–2003)* Kevin O'Brien – Voix (2000)

### Autres membres
- Tarjei Strom - Percussions

## Discographie
- Datarock Datarock (2005)
- See What I Care', EP (2007)
- Red (2009)